# Jouy-sous-Thelle
Pour les articles homonymes, voir Jouy.
Jouy-sous-Thelle est une commune française située dans le département de l'Oise, en région Hauts-de-France.

## Géographie

### Description
Jouy-sous-Thelle est un bourg picard du Pays de Thelle dans l'Oise, situé à 8 km à vol d'oiseau au nord-est de Chaumont-en-Vexin et 15 km de Gisors, 15 km au sud-ouest de Beauvais, 15 km au nord-ouest de Méru et 31 km au nord de Pontoise.

### Communes limitrophes
Les communes limitrophes sont  Beaumont-les-Nonains, La Corne-en-Vexin, La Houssoye, Le Mesnil-Théribus, Les Hauts-Talican, Montchevreuil et Porcheux.
| Porcheux              | La Houssoye      | Beaumont-les-Nonains |
|                       | Jouy-sous-Thelle |                      |
| Hardivillers-en-Vexin | Bachivillers     | Le Mesnil-Théribus   |

### Hydrographie
La commune est située dans le bassin Seine-Normandie. Elle n'est drainée par aucun cours d'eau,.

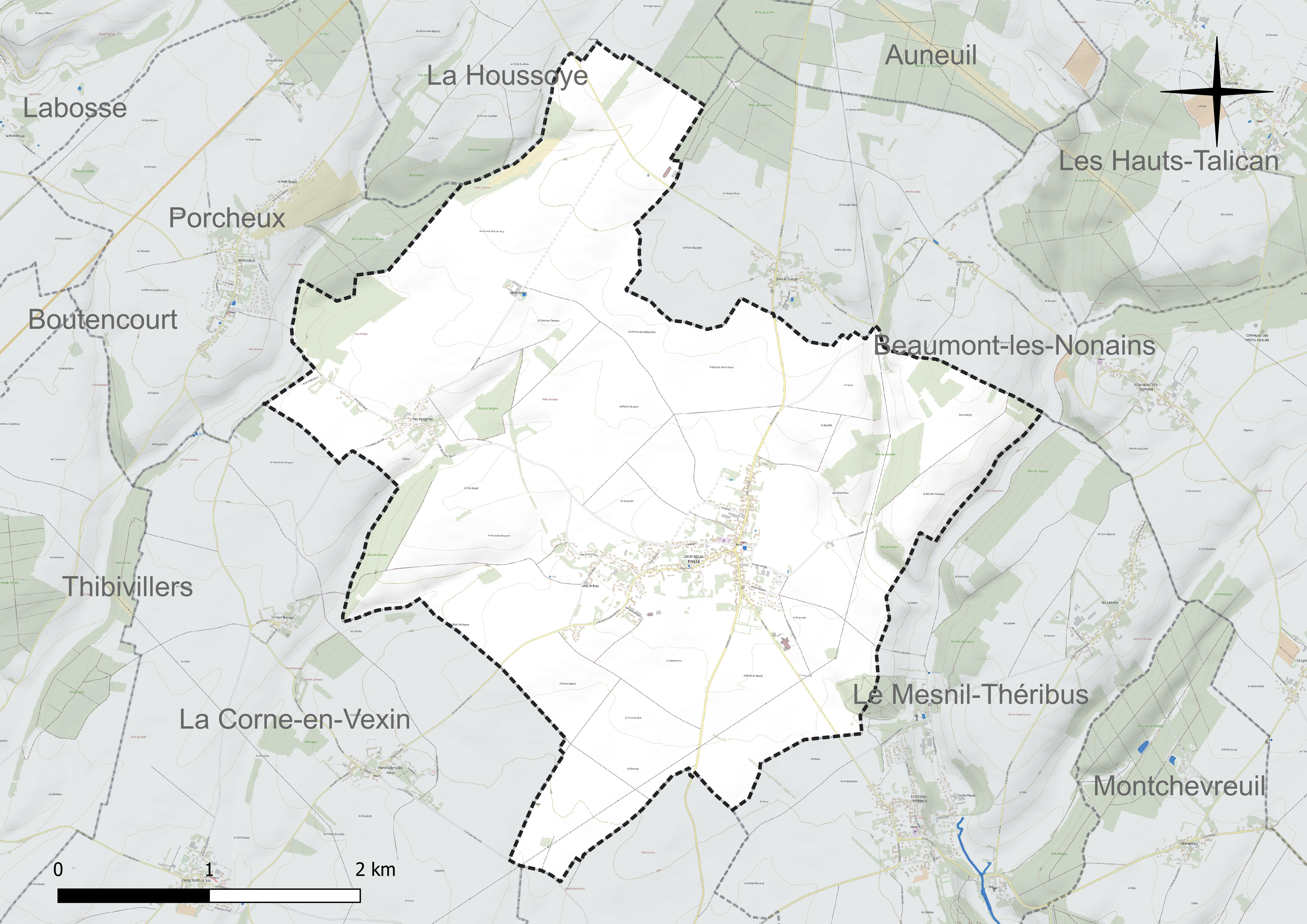
Réseau hydrographique de Jouy-sous-Thelle.

### Climat
Pour des articles plus généraux, voir Climat des Hauts-de-France et Climat de l'Oise.
En 2010, le climat de la commune est de type climat océanique dégradé des plaines du Centre et du Nord, selon une étude du CNRS s'appuyant sur une série de données couvrant la période 1971-2000. En 2020, Météo-France publie une typologie des climats de la France métropolitaine dans laquelle la commune est exposée à un climat océanique et est dans la région climatique Sud-ouest du bassin Parisien, caractérisée par une faible pluviométrie, notamment au printemps (120 à 150 mm) et un hiver froid (3,5 °C).
Pour la période 1971-2000, la température annuelle moyenne est de 10,3 °C, avec une amplitude thermique annuelle de 14,5 °C. Le cumul annuel moyen de précipitations est de 755 mm, avec 11,9 jours de précipitations en janvier et 8,3 jours en juillet. Pour la période 1991-2020, la température moyenne annuelle observée sur la station météorologique la plus proche, située sur la commune de Jaméricourt à 7 km à vol d'oiseau, est de 11,0 °C et le cumul annuel moyen de précipitations est de 695,7 mm,. Pour l'avenir, les paramètres climatiques de la commune estimés pour 2050 selon différents scénarios d'émission de gaz à effet de serre sont consultables sur un site dédié publié par Météo-France en novembre 2022.

## Urbanisme

### Typologie
Au 1er janvier 2024, Jouy-sous-Thelle est catégorisée bourg rural, selon la nouvelle grille communale de densité à sept niveaux définie par l'Insee en 2022.
Elle est située hors unité urbaine. Par ailleurs la commune fait partie de l'aire d'attraction de Paris, dont elle est une commune de la couronne,.

### Occupation des sols

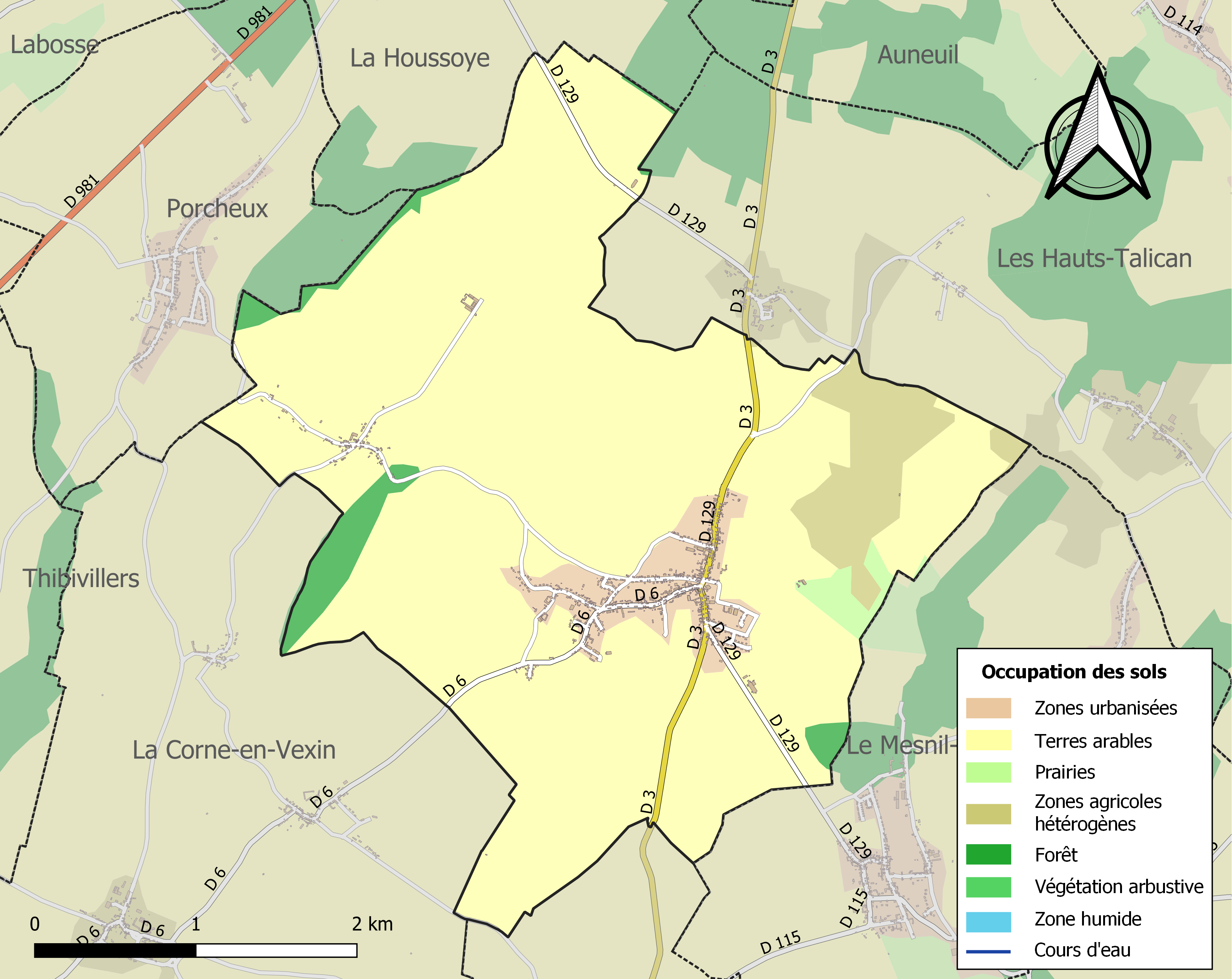
Carte des infrastructures et de l'occupation des sols de la commune en 2018 (CLC).

L'occupation des sols de la commune, telle qu'elle ressort de la base de données européenne d'occupation biophysique des sols Corine Land Cover (CLC), est marquée par l'importance des territoires agricoles (91,2 % en 2018), une proportion identique à celle de 1990 (91,2 %). La répartition détaillée en 2018 est la suivante : 
terres arables (84,7 %), zones urbanisées (5,6 %), zones agricoles hétérogènes (5,3 %), forêts (3,2 %), prairies (1,1 %). L'évolution de l'occupation des sols de la commune et de ses infrastructures peut être observée sur les différentes représentations cartographiques du territoire : la carte de Cassini (XVIIIe siècle), la carte d'état-major (1820-1866) et les cartes ou photos aériennes de l'IGN pour la période actuelle (1950 à aujourd'hui).

### Habitat et logement
En 2015 et 2020, le nombre total de logements dans la commune était de 463, alors qu'il était de 403 en 2010.
Parmi ces logements, 87,6 % étaient des résidences principales, 5,9 % des résidences secondaires et 6,4 % des logements vacants. Ces logements étaient pour 89,6 % d'entre eux des maisons individuelles et pour 10,4 % des appartements.
Le tableau ci-dessous présente la typologie des logements à Jouy-sous-Thelle en 2020 en comparaison avec celle de l'Oise et de la France entière. Une caractéristique marquante du parc de logements est ainsi une proportion de résidences secondaires et logements occasionnels (5,9 %) supérieure à celle du département (2,4 %) mais inférieure  à celle de la France entière (9,7 %). Concernant le statut d'occupation de ces logements, 82,9 % des habitants de la commune sont propriétaires de leur logement (85,8 % en 2015), contre 61,4 % pour l'Oise et 57,5 pour la France entière.
| Typologie                                               | Jouy-sous-Thelle | Oise | France entière |
| ------------------------------------------------------- | ---------------- | ---- | -------------- |
| Résidences principales (en %)                           | 87,6             | 90,5 | 82,1           |
| Résidences secondaires et logements occasionnels (en %) | 5,9              | 2,4  | 9,7            |
| Logements vacants (en %)                                | 6,4              | 7,1  | 8,2            |

### Voies de communication et transports
La commune est desservie, en 2023, par les lignes 6105, 6107, 6136, 6138 et 6146 du réseau interurbain de l'Oise.

## Toponymie
Le nom apparaît sous la forme Gaudiacum vers 1115. Il désigne un domaine gallo-romain, le nom d'homme Gaudius, dérivé du latin gaudium « joie », avec le suffixe d'appartenance gallo-romain -acum.
L'appellation sous Thelle se réfère à sa localisation en Pays de Thelle.

## Histoire

### Antiquité
Les restes d'un théâtre antique ont été retrouvés au lieu-dit la Chair à Loup, à côté d'une chapelle, en limite de la commune, sur le territoire d'Hardivillers-en-Vexin. Une voie romaine de Paris à Beauvais via Petromantalum longeait l'actuel le territoire de la commune à cet endroit.

### Époque contemporaine
La commune est desservie de 1905 à 1934 par la ligne de Méru à Labosse du chemin de fer secondaire à voie métrique du réseau des chemins de fer départementaux de l'Oise,.

Le train de Méru à Labosse
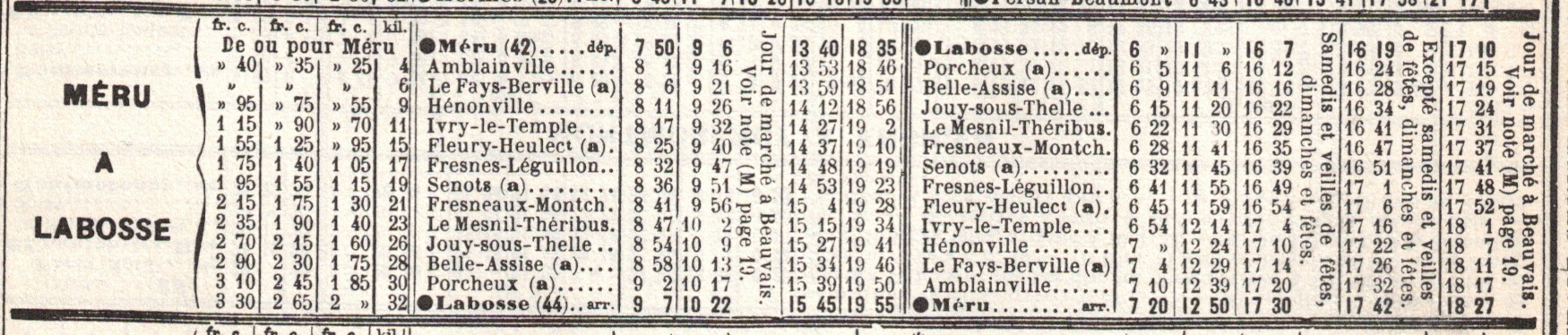
Horaires de la ligne en mai 1914
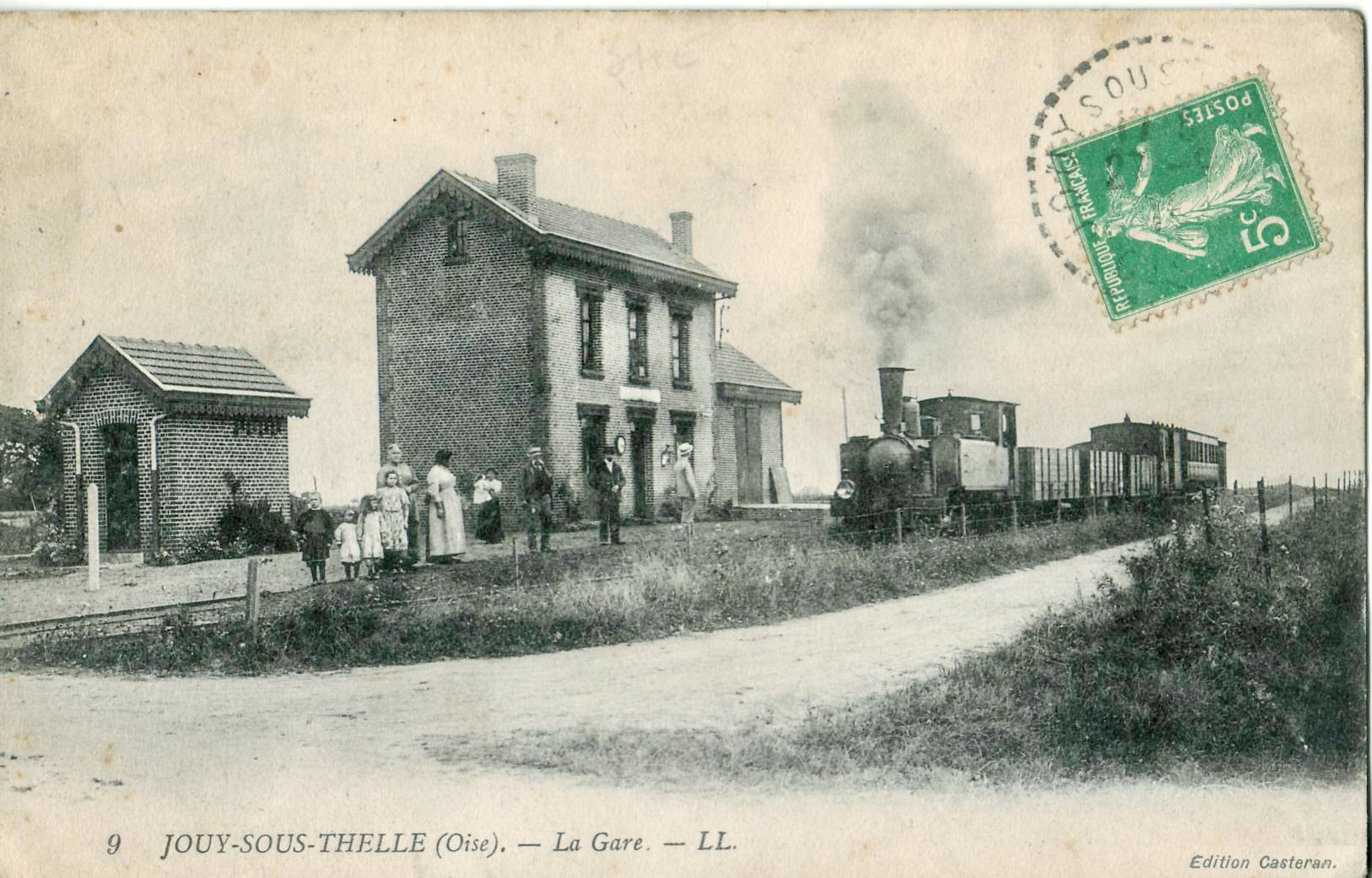
Train mixte (voyageurs et marchandises) en gare de Jouy-sous-Thelle

## Politique et administration

### Rattachements administratifs et électoraux

#### Rattachements administratifs
La commune se trouve dans l'arrondissement de Beauvais du département de l'Oise.
Elle faisait partie depuis 1801 du canton d'Auneuil. Dans le cadre du redécoupage cantonal de 2014 en France, cette circonscription administrative territoriale a disparu, et le canton n'est plus qu'une circonscription électorale.

#### Rattachements électoraux
Pour les élections départementales, la commune fait partie depuis 2014 du canton de Chaumont-en-Vexin
Pour l'élection des députés, elle fait partie de la deuxième circonscription de l'Oise.

### Intercommunalité
Jouy-sous-Thelle est  membre de la communauté de communes du Vexin-Thelle, un établissement public de coopération intercommunale (EPCI) à fiscalité propre créé en 2000 et auquel la commune a transféré un certain nombre de ses compétences, dans les conditions déterminées par le code général des collectivités territoriales.

### Liste des maires
| Période                                  | Période                    | Identité       | Étiquette | Qualité                                                   |
| ---------------------------------------- | -------------------------- | -------------- | --------- | --------------------------------------------------------- |
| Les données manquantes sont à compléter. |                            |                |           |                                                           |
|                                          |                            |                |           |                                                           |
| avant 1865                               |                            | M. Hannoque    |           |                                                           |
|                                          |                            |                |           |                                                           |
| avant 2001                               | 2008                       | Michel Vallier |           |                                                           |
| mars 2008                                | En cours (au 23 juin 2023) | Hervé Lefèvre  | DVD       | Entrepreneur en bâtiments Réélu pour le mandat 2020-2026, |

## Équipements et services publics

### Eau et déchets
L'adduction d'eau potable est réalisée par le syndicat des eaux de Jouy-sous-Thelle, qui a renouvelé en 2022 la délégation de ce service public à Veolia. Dans le cadre de ce nouveau contrat, Veolia réalise la construction d'une unité de décarbonatation, afin de distribuer de l'eau adoucie par le procédé de l'osmose inverse, dont la justification est contestée par l'association environnementale ROSO,.

### Postes et télécommunications
Après la fermeture du bureau de poste malgré la mobilisation d'habitants, une agence postale communale ouvre en 2016 sous la responsabilité de la municipalité.

## Population et société

### Démographie

#### Évolution démographique
L'évolution du nombre d'habitants est connue à travers les recensements de la population effectués dans la commune depuis 1793. Pour les communes de moins de 10 000 habitants, une enquête de recensement portant sur toute la population est réalisée tous les cinq ans, les populations de référence des années intermédiaires étant quant à elles estimées par interpolation ou extrapolation. Pour la commune, le premier recensement exhaustif entrant dans le cadre du nouveau dispositif a été réalisé en 2006.

En 2022, la commune comptait 1 067 habitants, en évolution de +3,59 % par rapport à 2016 (Oise : +0,87 %, France hors Mayotte : +2,11 %).
| 1793 | 1800 | 1806 | 1821 | 1831 | 1836 | 1841 | 1846 | 1851 |
| ---- | ---- | ---- | ---- | ---- | ---- | ---- | ---- | ---- |
| 734  | 815  | 852  | 814  | 860  | 848  | 808  | 808  | 813  |

| 1856 | 1861 | 1866 | 1872 | 1876 | 1881 | 1886 | 1891 | 1896 |
| ---- | ---- | ---- | ---- | ---- | ---- | ---- | ---- | ---- |
| 778  | 755  | 740  | 722  | 720  | 721  | 686  | 648  | 591  |

| 1901 | 1906 | 1911 | 1921 | 1926 | 1931 | 1936 | 1946 | 1954 |
| ---- | ---- | ---- | ---- | ---- | ---- | ---- | ---- | ---- |
| 624  | 591  | 603  | 556  | 560  | 544  | 507  | 455  | 455  |

| 1962 | 1968 | 1975 | 1982 | 1990 | 1999 | 2006 | 2011  | 2016  |
| ---- | ---- | ---- | ---- | ---- | ---- | ---- | ----- | ----- |
| 458  | 469  | 466  | 604  | 742  | 817  | 875  | 1 028 | 1 030 |

| 2021  | 2022  | - | - | - | - | - | - | - |
| ----- | ----- | - | - | - | - | - | - | - |
| 1 058 | 1 067 | - | - | - | - | - | - | - |

#### Pyramide des âges
La population de la commune est relativement jeune.
En 2018, le taux de personnes d'un âge inférieur à 30 ans s'élève à 38,2 %, soit au-dessus de la moyenne départementale (37,3 %). À l'inverse, le taux de personnes d'âge supérieur à 60 ans est de 20,9 % la même année, alors qu'il est de 22,8 % au niveau départemental.
En 2018, la commune comptait 537 hommes pour 499 femmes, soit un taux de 51,83 % d'hommes, largement supérieur au taux départemental (48,89 %).
Les pyramides des âges de la commune et du département s'établissent comme suit.
| Hommes | Classe d’âge | Femmes |
| ------ | ------------ | ------ |
| 0,0    | 90 ou +      | 0,8    |
| 3,6    | 75-89 ans    | 5,3    |
| 16,0   | 60-74 ans    | 16,3   |
| 19,5   | 45-59 ans    | 17,2   |
| 21,1   | 30-44 ans    | 23,9   |
| 14,6   | 15-29 ans    | 13,9   |
| 25,1   | 0-14 ans     | 22,6   |

| Hommes | Classe d’âge | Femmes |
| ------ | ------------ | ------ |
| 0,5    | 90 ou +      | 1,4    |
| 5,5    | 75-89 ans    | 7,6    |
| 15,6   | 60-74 ans    | 16,3   |
| 20,8   | 45-59 ans    | 20     |
| 19,4   | 30-44 ans    | 19,4   |
| 17,6   | 15-29 ans    | 16,2   |
| 20,6   | 0-14 ans     | 19,1   |

### Sports et loisirs
La commune dispose d'un stade, d'un city-stade installé en 2020 et d'une aire de jeux pour enfants, aménagée en 2023.

## Culture locale et patrimoine

### Lieux et monuments
Jouy-sous-Thelle compte deux monuments historiques sur son territoire :
- Église Saint-Pierre-et-Saint-Paul, rue de la Poste (classée monument historique en 1921, porche classé en |1932[31]) : 
L'église a probablement été construite sur l'initiative du cardinal Nicolas de Pellevé, principal chef de la ligue catholique, natif de Jouy-sous-Thelle, entre 1572 et 1588. Du fait de la saisie des biens du cardinal en 1585, la nef est restée inachevée, et les voûtes n'ont été mises en chantier qu'en 1606. Parmi les autres églises Renaissance de la région, l'église Saint-Pierre-et-Saint-Paul se distingue par son plan tréflé, et l'absence de toute influence gothique.

- Château de Théribus (également sur la commune du Mesnil-Théribus, inscrit monument historique par arrêté du par arrêté du 7 juin 2007, modifié par arrêté du 10 juillet 2007[32]).

On peut également signaler : 
- La chapelle de la Chaire-à-Loup est une chapelle du milieu du XVIe siècle.

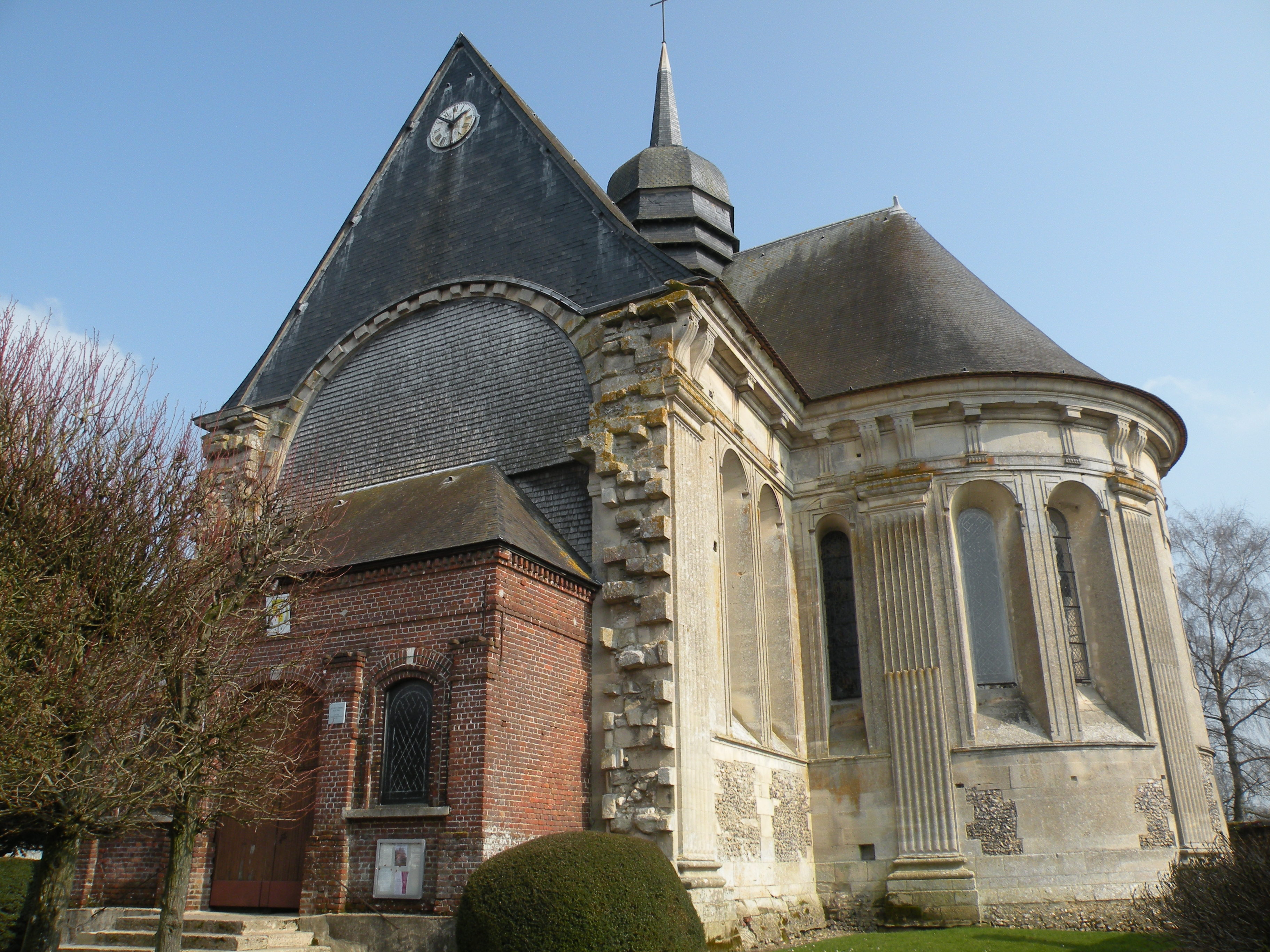
L'église.
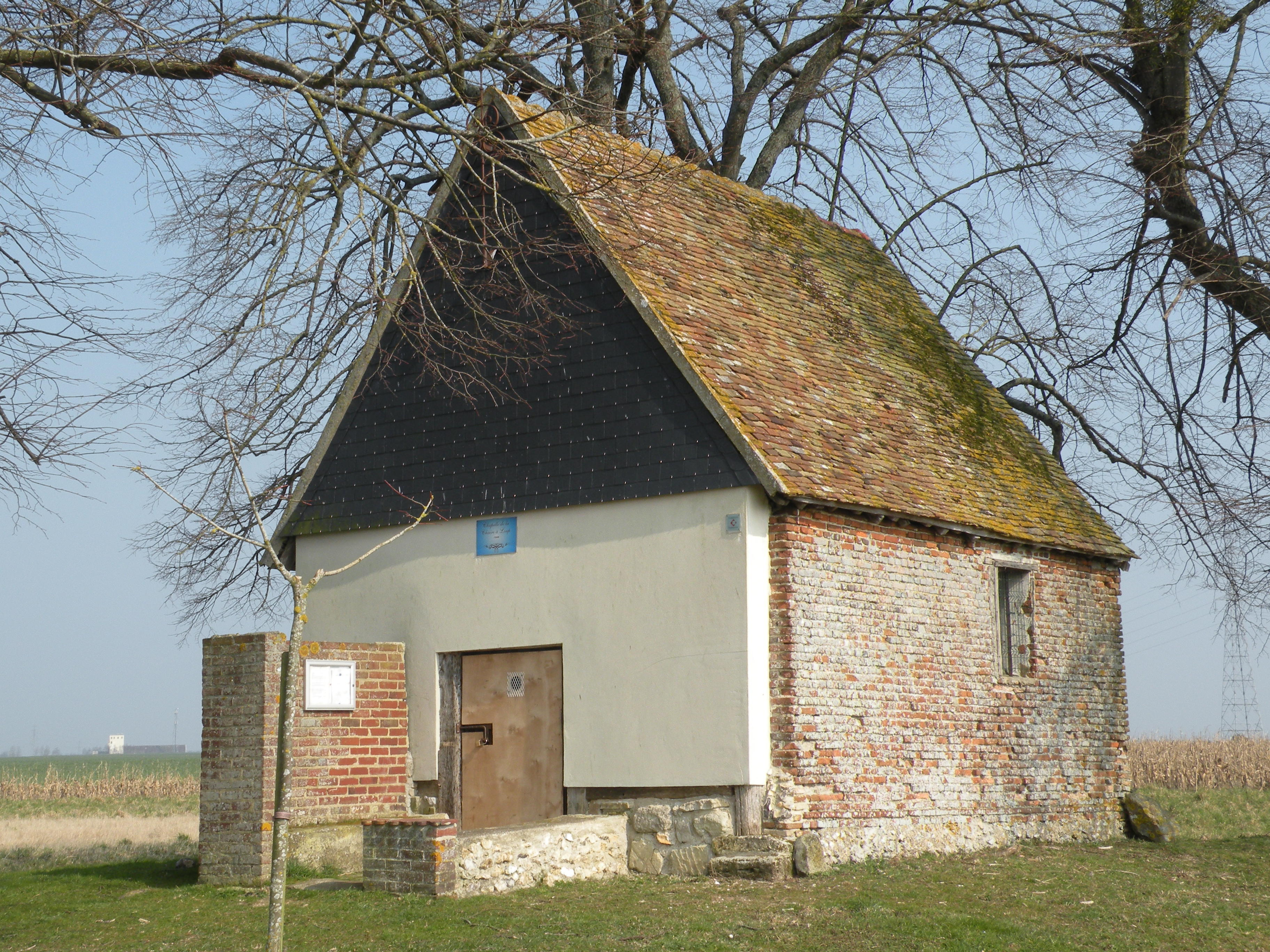
La chapelle de la Chaire à Loup.
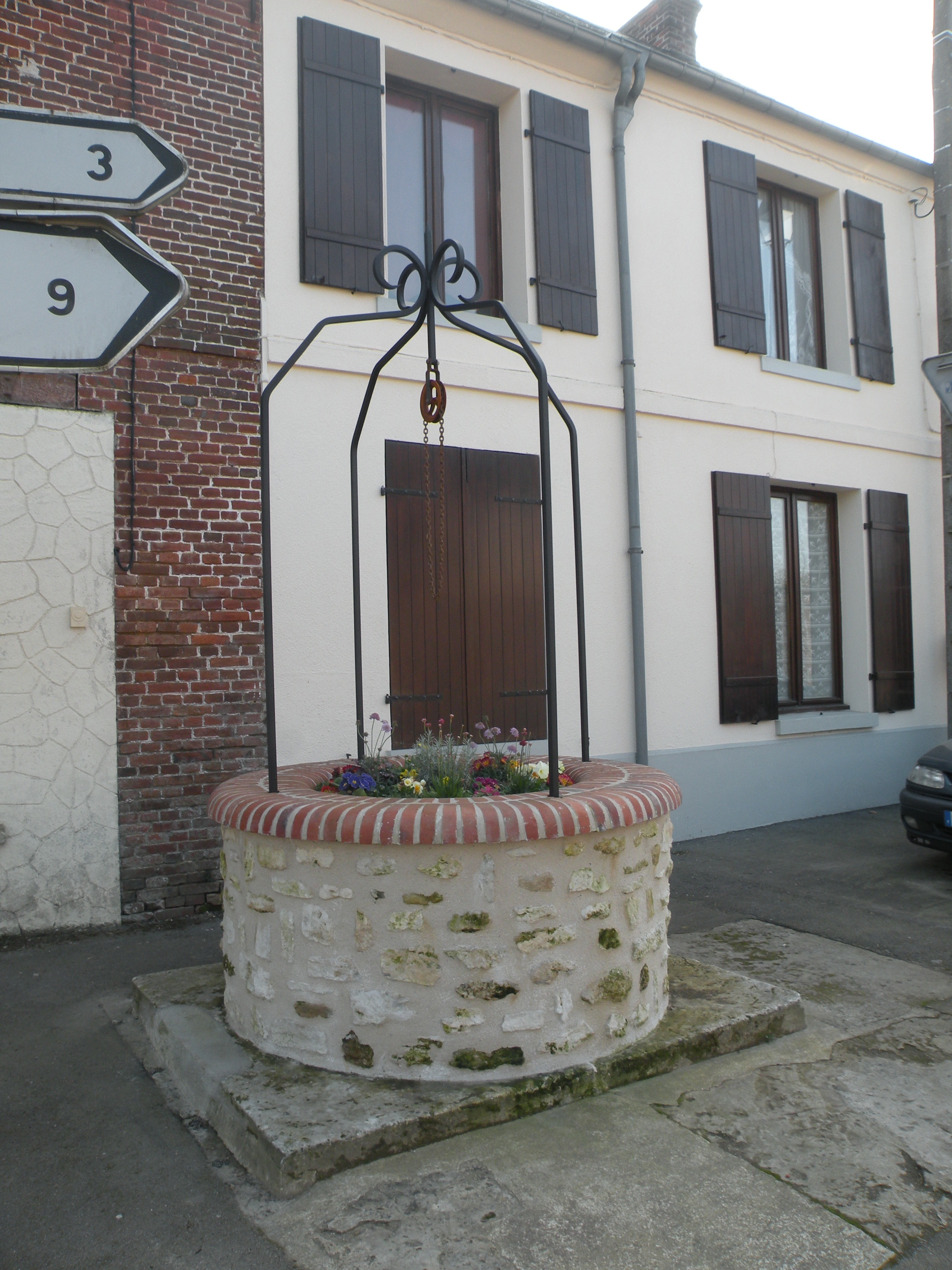
Puits.
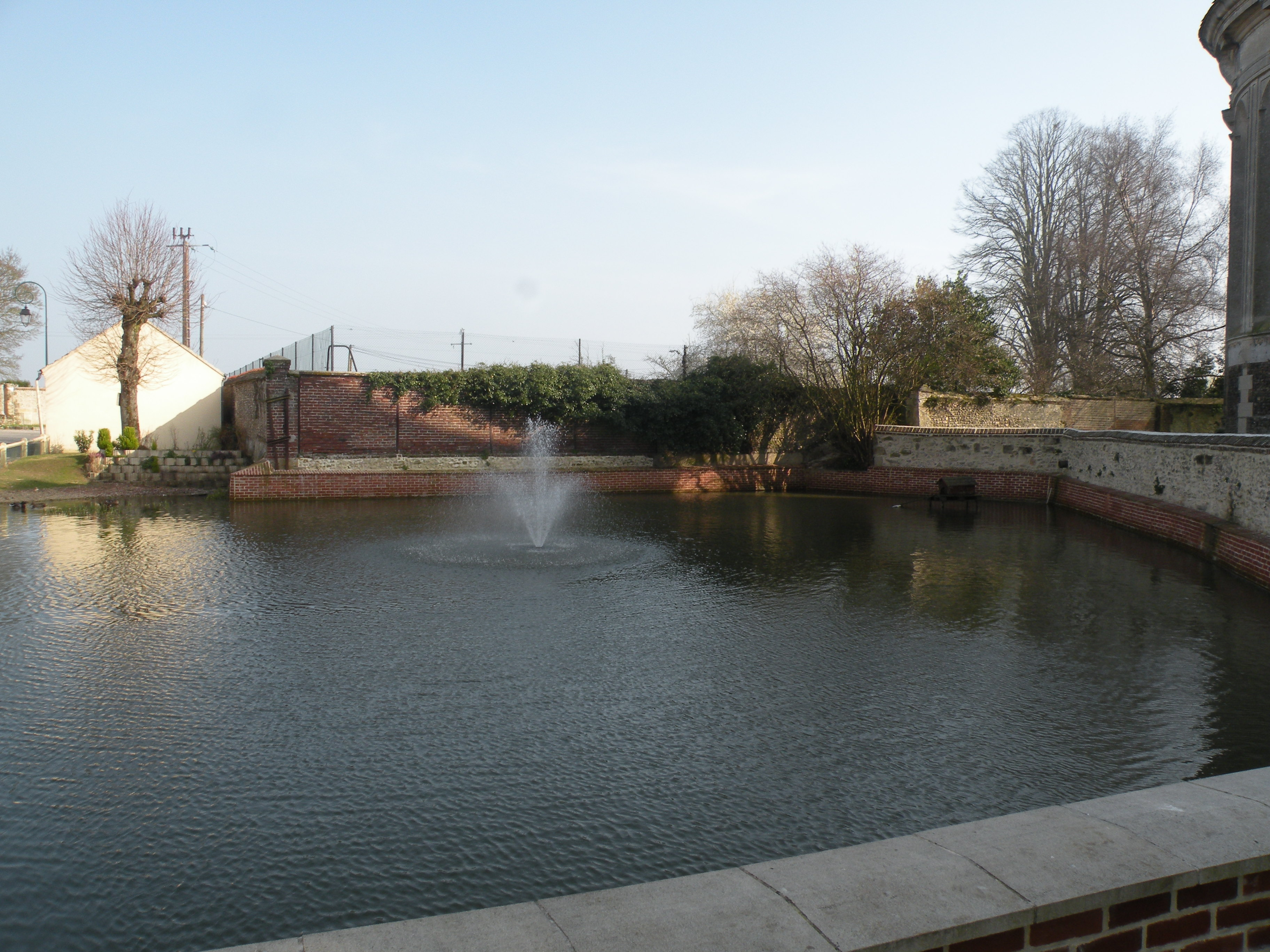
L'étang.
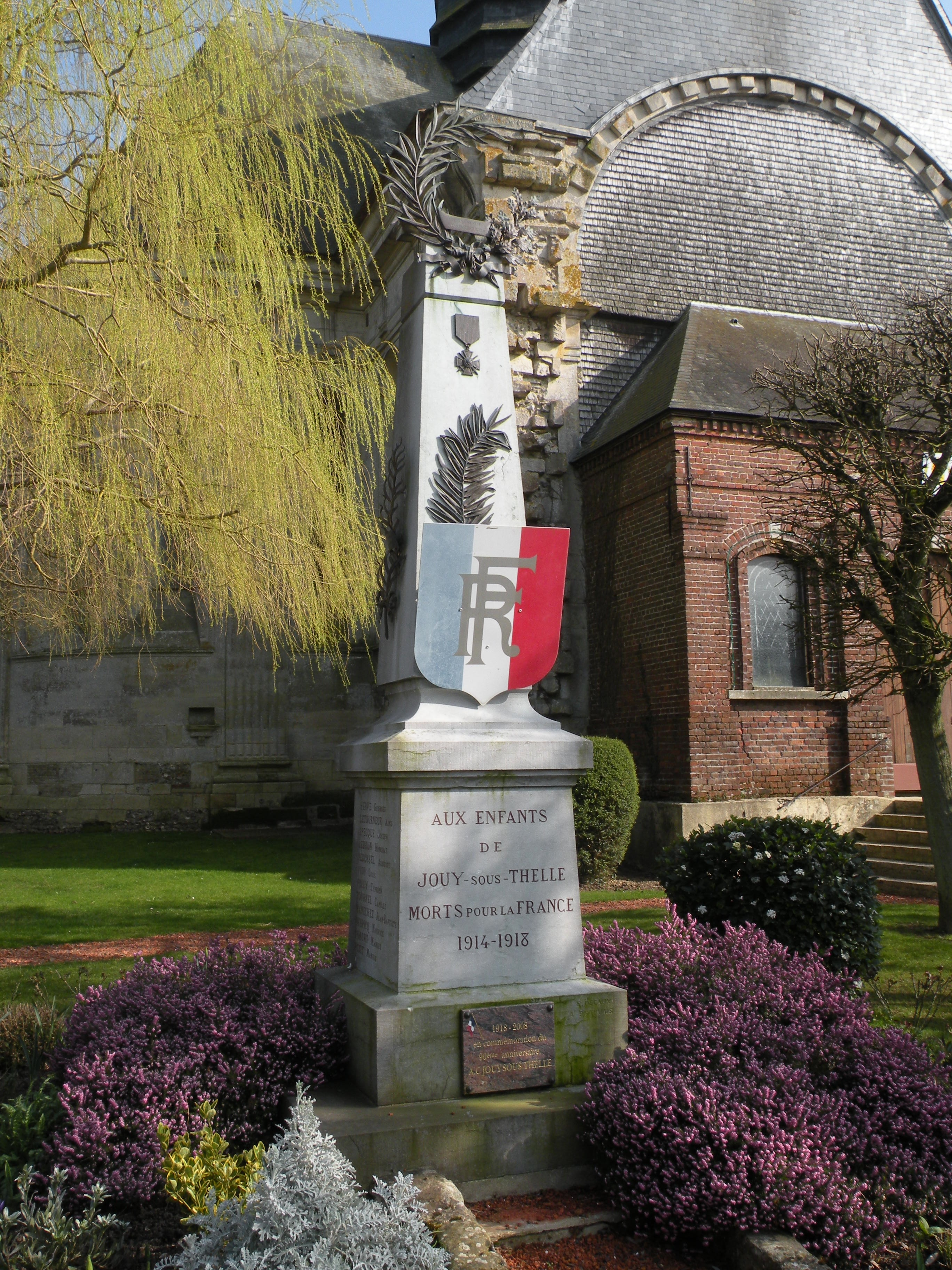
Monument aux morts.
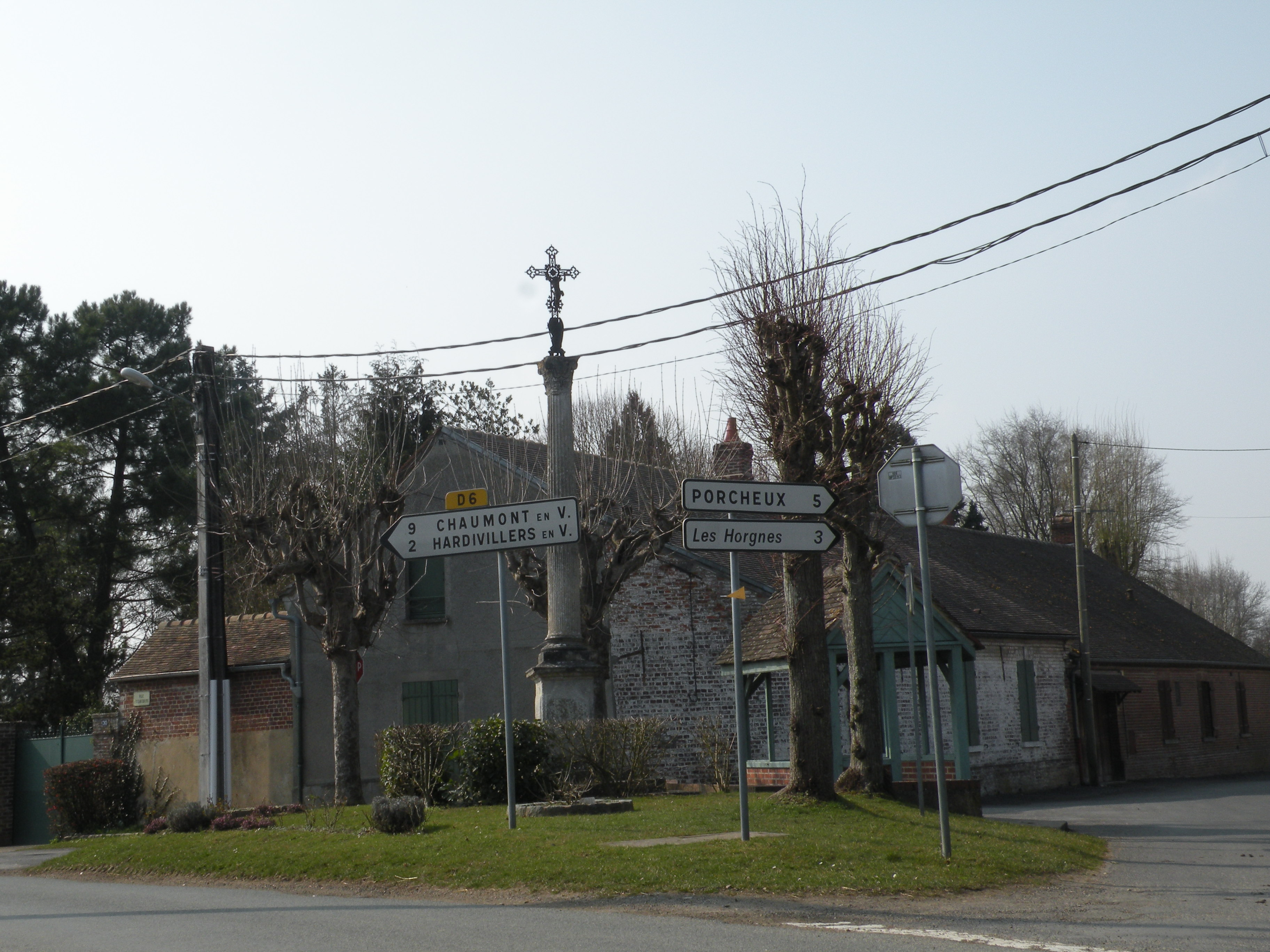
Calvaire.

### Personnalités liées à la commune
- Guyon Boudeville (vers 1520-1562), imprimeur et libraire toulousain, natif de Jouy-sous-Thelle[33];
- Louis Delaville né à Jouy-sous-Thelle (1763-1841), sculpteur, grand prix de Rome en 1798[34];
- Clément Lenglet originaire de Jouy-sous-Thelle, footballeur au FC Barcelone et en équipe de France;

### Héraldique
| Blason de Jouy-sous-Thelle | Blason  | Écartelé: au 1) d'or à la jumelle de gueules surmontée de deux lions affrontés du même (de Malherbe), au 2) d'argent semé de fleurs de lys de sable (de Fay), au 3) d'argent à trois lionceaux de gueules (de Pisseuleu), au 4) d'or à trois bouvreuils de gueules (de Bouvery) ; sur le tout, de gueules à la tête de profil d'argent, la chevelure hérissée d'or. Ornements extérieursLe tout surmonté d'une couronne murale d'or à trois tours crénelées, ouvertes et maçonnées de sable. Il est entouré de deux épis de blés au naturel et est soutenu d'un listel d'argent portant l'inscription « JOUY SOUS THELLE » en lettres de sable. |
| Blason de Jouy-sous-Thelle | Détails | officiel par le Conseil Municipal en date du 21 juin 2012. |

## Pour approfondir